# Бота, Элина Иева
Элина Иева Бота (латыш. Elīna Ieva Bota, (в девичестве — Витола; род. 14 мая 2000, Сигулда, Рижский район) — латвийская саночница. Двукратный призёр чемпионата мира 2024 года, двукратная чемпионка Европы. Член сборной Латвии по санному спорту. Победительница этапов Кубка мира. Участница зимних Олимпийских игр 2022 года.

## Биография
Бота начала заниматься санным спортом с одиннадцатилетнего возраста.
Латышка дебютировала на этапах Кубка мира в сезоне 2017/18 годов 2 декабря 2017 года. По итогам первого сезона, в общем зачете кубка мира она заняла 37-е место с 50 очками.
В сезон 2019/20 годов на домашнем этапе в Иглсе Шульте в командной эстафете в составе австрийской сборной заняла второе место, что стало для неё первым подиумом на Кубке мира.
В 2022 году на чемпионате Европы в Санкт-Морице, который проходил в рамках этапах Кубка мира, Бота завоевала бронзовую медаль в одиночном спуске и стала чемпионкой в командном спуске. Через год на чемпионате Европы в родной Сигулде она повторила этот успех, став вновь бронзовым призёром в одиночном спуске и победительницей в составе латышской команды в эстафете.
В феврале 2022 года приняла участие в зимних Олимпийских играх в Пекине. В одиночках по результатам четырёх спусков Элина стала 18-й, уступив олимпийской чемпионке +4,697 секунды.
В 2024 году на Чемпионате мира по санному спорту в Альтенберге Элина выиграла две бронзовые медали в спринте и эстафете.

## Личная жизнь
5 июля 2024 года Элина вышла замуж за саночника Мартиньша Ботса, который также представлял Латвию на зимних Олимпийских играх 2022 года.